# Одигитрија (Грчка)
Одигитрија (грч. Οδηγήτρια) је насељено место у општини Синтика у периферији Средишња Македонија, Грчка. Према попису из 2021. године било је 42 становника.
Према бугарском географу и историчару, Василу Канчову, у Одигитрији је 1900. године живело 300 Турака. Године 1924. турско становништво принудно је исељено у Турску а на њихово место је насељено 45 грчких избегличких породица, којих је на попису из 1928. године било 171. Село се раније звало Радила.